# Iris Lienhard
Iris Lienhard (* 19. Februar 1976 in Aarau, Kanton Aargau, Schweiz) ist eine österreichische Skibobfahrerin. Mit elf Weltmeistertiteln und zahlreichen Weltcupsiegen gehört sie zu den erfolgreichsten Athletinnen der nichtolympischen Sportart. Außerdem gewann sie zwischen 2001 und 2010 viermal den Skibob-Gesamtweltcup. 

## Biografie
Iris Lienhard entstammt einer begeisterten Skibob-Familie im niederösterreichischen Pernitz. Ihr Großvater Otto Wlezcek gründete den SBC Pernitz-Unterberg, ihre Tante Petra Wlezcek (verheiratete Gamper) war ebenfalls als Skibobfahrerin erfolgreich und betreute sie später als ÖSBV-Bundestrainerin. Lienhard selbst verbrachte ihre ersten 17 Lebensjahre in der Schweiz, bevor sie zur Matura nach Österreich kam und ein Diplom als Touristikkauffrau erwarb. Danach lebte und arbeitete sie mehr als zehn Jahre lang in Griechenland, während sie im Winter von Österreich aus dem Skibobsport nachging.
Lienhard, die das Skibobfahren erst im vergleichsweise hohen Alter von 14 Jahren erlernt hatte, gewann bei den Weltmeisterschaften 1997 in Balderschwang ihre erste Bronzemedaille. Ein Jahr später kürte sie sich in Neukirchen am Großvenediger im Super-G erstmals zur Weltmeisterin und holte mit Slalom- und Kombinationssilber zwei weitere Medaillen. In St. Johann im Pongau konnte sie in Super-G und Riesenslalom erstmals zwei Goldmedaillen gewinnen. Darüber hinaus sicherte sie sich mit Abfahrtsbronze ihre einzige WM-Medaille in dieser Disziplin. Im folgenden Jahr gewann sie in Bischofswiesen zum ersten Mal in ihrer Karriere vier Medaillen, davon dreimal Gold (Super-G, Riesenslalom, Kombinationswertung). 2001 und 2002 entschied sie jeweils den Gesamtweltcup für sich, ehe sie einige Jahre Pause einlegte. 2008/09 kehrte sie an die Spitze der Weltcup-Gesamtwertung zurück, beendete damit die sechsjährige Siegesserie der Tschechin Alena Housová und gewann bei den Weltmeisterschaften in Ustroń zwei weitere Titel. Mit sechs Saisonsiegen verteidigte sie im nächsten Winter den Gesamtweltcup erfolgreich und errang in Kirchberg im Slalom ihren insgesamt zehnten Weltmeistertitel. Diesen konnte sie ein Jahr später in Nauders noch einmal verteidigen. Während sie mit dem Rücktritt spekulierte, gelangen ihr bei den beiden folgenden Weltmeisterschaften in Österreich und Tschechien weitere Silber- und Bronzemedaillengewinne.
In den folgenden Jahren nahm Lienhard nur sporadisch am Renngeschehen teil. Im März 2022 fuhr sie beim Weltcup auf dem Nassfeld hinter ihrer jungen Landsfrau Juliane Knauß zweimal auf den zweiten Platz. Im Rahmen der Weltmeisterschaften in Grächen holte sie im Alter von 47 Jahren – und erstmals seit zehn Jahren wieder – drei Silbermedaillen. Ein Jahr danach schaffte sie auf dem Nassfeld zwei weitere Podestplätze. Auch bei den Weltmeisterschaften in Lenggries verzeichnete sie drei Medaillengewinne, wobei sie die Goldmedaille im Riesenslalom um lediglich drei Hundertstelsekunden verfehlte.
Iris Lienhard zog von Piesting nach Goldegg im Pongau, wo sie als selbstständige Masseurin arbeitet. Sie ist Mutter von zwei Töchtern und betreut nebenbei die österreichische Schülernationalmannschaft im Skibob.

## Erfolge

### Weltmeisterschaften
- 11 Goldmedaillen (3 Super-G, 4 Riesenslalom, 2 Slalom, 2 Kombination)
- 15 Silbermedaillen (3 Riesenslalom, 7 Slalom, 5 Kombination)
- 8 Bronzemedaillen (1 Abfahrt, 2 Super-G, 1 Riesenslalom, 2 Slalom, 2 Kombination)

…
- Ustroń 2009: 1. Riesenslalom, 1. Kombination, 2. Slalom, 3. Super-G
- Kirchberg in Tirol 2010: 1. Slalom, 2. Riesenslalom, 2. Kombination, 4. Super-G
- Nauders 2011: 1. Slalom, 3. Kombination, 4. Riesenslalom, 5. Super-G
- Aigen im Mühlkreis/Deštné v Orlických horách 2012: 2. Riesenslalom, 2. Slalom, 2. Kombination, 3. Super-G
- Bad Hofgastein 2013: 2. Slalom, 3. Kombination, 4. Riesenslalom, 5. Super-G
- Grächen 2023: 2. Riesenslalom, 2. Slalom, 2. Kombination, 5. Super-G
- Lenggries 2025: 2. Riesenslalom, 3. Slalom, 3. Kombination, 6. Super-G

### Weltcup-Platzierungen
| Saison      | Platz | Punkte |
| ----------- | ----- | ------ |
| bis 1999/00 | ?     | ?      |
| 2000/01     | 1.    | ?      |
| 2001/02     | 1.    | ?      |
| 2006/07     | 12.   | 6      |
| 2007/08     | 4.    | 73     |
| 2008/09     | 1.    | 121    |
| 2009/10     | 1.    | 114    |
| 2010/11     | 2.    | 129    |
| 2011/12     | 5.    | 30     |
| 2012/13     | 8.    | 14     |
| 2016/17     | 8.    | 6      |
| 2021/22     | 4.    | 32     |
| 2023/24     | 6.    | 20     |

### Weltcupsiege
Lienhard errang ab der Saison 2004/05 folgende Weltcupsiege:
| Datum            | Ort                         | Land       | Disziplin    |
| ---------------- | --------------------------- | ---------- | ------------ |
| 19. Jänner 2008  | Bad Ragaz                   | Schweiz    | Riesenslalom |
| 6. Dezember 2008 | Kühtai                      | Österreich | Riesenslalom |
| 24. Jänner 2009  | Jablonec nad Jizerou        | Tschechien | Riesenslalom |
| 25. Jänner 2009  | Jablonec nad Jizerou        | Tschechien | Super-G      |
| 16. Jänner 2010  | Neukirchen am Großvenediger | Österreich | Slalom       |
| 17. Jänner 2010  | Neukirchen am Großvenediger | Österreich | Riesenslalom |
| 18. Februar 2010 | Wisła                       | Polen      | Riesenslalom |
| 19. Februar 2010 | Wisła                       | Polen      | Slalom       |
| 20. Februar 2010 | Deštné v Orlických horách   | Tschechien | Riesenslalom |
| 21. Februar 2010 | Deštné v Orlických horách   | Tschechien | Slalom       |
| 5. Februar 2011  | Lackenhof                   | Österreich | Slalom       |
| 11. Februar 2011 | Nauders                     | Österreich | Slalom (WM)  |
| 11. März 2011    | Aigen im Mühlkreis          | Österreich | Super-G      |
| 14. Jänner 2012  | Neukirchen am Großvenediger | Österreich | Slalom       |
| 15. Jänner 2012  | Neukirchen am Großvenediger | Österreich | Riesenslalom |

### Weitere Erfolge
- 17 österreichische Staatsmeistertitel in verschiedenen Disziplinen

## Auszeichnungen
- 2001: Silbernes Ehrenzeichen für Verdienste um das Bundesland Niederösterreich
- 2009: Sportlerin des Jahres (Niederösterreich)